# Robert d'Ursel
Robert Marie Léon, 7e duc d'Ursel, né le 7 janvier 1873 à Bruxelles et décédé le 16 avril 1955 à Bruxelles fut un homme politique catholique belge.

## Biographie
Il fut docteur en droit (UCL) ; succéda à son père comme bourgmestre d'Hingene (1904-1921) ; sénateur provincial de la province d'Anvers (1913-1932) en suppléance de Victor Fris puis sénateur coopté (1932-1936).
Il fut ambassadeur en mission spéciale (Londres), commissaire général du gouvernement près l'Exposition de Bruxelles (1910), président du RACB et du palais des Beaux-Arts de Bruxelles, volontaire de guerre 1914-18.

## Honneurs
1903: 7e Duc d'Ursel après le mort de son père Marie Joseph Charles, 6e Duc d'Ursel.
- Belgique: 
  - Grand-croix de l'ordre de la Couronne
  - grand officier de l'ordre de Léopold
  - Croix de guerre
  - Croix militaire
- Bulgarie: Grand croix de l'ordre du Mérite civil.
- Grand cordon de l'Ordre du Lion et du Soleil
- Grand cordon de l'Ordre de l'Étoile noire du Bénin
- Grand croix du Royal Victorian Order
- Grand croix de l'ordre de Sainte-Anne
- Grand croix de l'ordre de Dannebrog
- Monaco: Grand croix de l'ordre de Saint-Charles.
- 2e classe avec plaque de l'ordre de l'Aigle Rouge (Russie)
- Espagne: Commandeur de l'ordre d'Isabelle-la-Catholique
- Commandeur de la Légion d'honneur

## Généalogie
- Il fut fils de Joseph d'Ursel et d'Hoboken.
- Il épousa en 1898 Anne (Sabine) Franquet de Franqueville (1877-1941).
  - Ils eurent un fils : Henri Charles (1900-1974).

## Sources
- Bio de d'Ursel